# 암흑의 숲
《암흑의 숲》(중국어: 黑暗森林, 한자음: 흑암삼림)은 류츠신의 2008년 장편 SF 소설로, '지구의 과거(地球往事)' 삼부작의 두 번째 작품이다. 대한민국에는 단숨에서 허유영 번역으로 출간되었다.

## 같이 보기
- 드레이크 방정식
- 페르미 역설
- 어두운 숲 가설
- 외계의 지적생명탐사